# Secure attention key
Una secure attention key (SAK, tasto di attenzione di sicurezza) o secure attention sequence (SAS, sequenza di attenzione di sicurezza) è un tasto o una combinazione di tasti che bisogna premere sulla tastiera del computer affinché venga visualizzata la schermata di accesso per la digitazione di utenza e password. Il kernel del sistema operativo, che interagisce direttamente con l'hardware, è in grado di rilevare la pressione del/dei tasti e di avviare in maniera affidabile il processo di login.
La secure attention key è progettata per rendere impossibile lo spoofing (il camuffamento o falsificazione) dell'accesso: poiché il meccanismo di protezione è offerto dal kernel, diventa impossibile per un programma maligno intercettare la combinazione di tasti e far comparire la copia esatta della schermata di accesso mediante la quale carpire l'utenza e password digitata inavvertitamente dall'utente. Un utente che ha attivato un SAK o una SAS dovrebbe diffidare di schermate di accesso che compaiono improvvisamente senza che siano stati premuti il tasto o i tasti impostati.
In Microsoft Windows il login è gestito dal componente Winlogon. L'uso di un tasto di attenzione di sicurezza può essere richiesto anche dall'User Account Control (UAC) di Windows come capita ad esempio in caso di installazione di un pacchetto: in tal caso l'UAC fa comparire una schermata di avviso all'utente il quale può premere il bottone OK oppure Sì per procedere con l'installazione se è stato proprio lui a richiederla o a cancellarla in caso sospetto.

## Esempi
Alcuni esempi di secure attention key sono:
- Ctrl+Alt+Canc per sistemi basati su sistemi Windows (chiamati più propriamente Secure Attention Sequence)
- Ctrl+Alt+Pausa o Alt+R Sist per sistemi Linux[1]
- Ctrl+X Ctrl+R per sistemi AIX
- Pausa per OpenVMS

## BIOS
Una simile combinazione, come Ctrl+Alt+Canc, è spesso utilizzata nel BIOS al fine di forzare il riavvio durante la sequenza di avvio del computer.